# Acetanaerobacterium
Acetanaerobacterium è un genere di batterio appartenente alla famiglia delle Clostridiaceae.